# Og Mandino
Og Mandino (Augustine Mandino) (12 de dezembro de 1923 — 3 de setembro de 1996) foi um escritor estadunidense, de origem italiana (pelo lado do pai) e cuja mãe era irlandesa.
Foi um "guru" do setor de vendas. Presidiu a revista Success Unlimited até 1976, quando, aos 52 anos, "chocou o setor ao renunciar à presidência para dedicar-se em tempo integral a escrever e dar palestras" (do posfácio do livro The Choice, Bantam Books, 1984, um romance traduzido no Brasil como A Escolha Certa). 
Ex-alcoólatra que quase chegou ao suicídio, tornou-se milionário ao publicar O Maior Vendedor do Mundo. Tornou-se um dos autores mais inspiradores e bem sucedidos no segmento denominado auto-ajuda, principalmente com livros voltados para vendas. Seus livros venderam mais de 50 milhões de cópias e foram traduzidos em vinte e cinco idiomas. Og Mandino integra o "National Speakers Association Hall Of Fame". Tornou-se a décima terceira pessoa a ser incluída no Passeio da Fama dos Oradores Internacionais.

## Livros
- O Maior Presente do Mundo
- O Décimo Segundo Anjo
- O Maior Vendedor do Mundo[4]
- O Maior Vendedor do Mundo 2
- O Maior Milagre do Mundo
- O Maior Milagre do Mundo 2
- Sucesso: a Maior Missão
- O Mago da Palavra
- O Maior Segredo do Mundo
- O Maior Sucesso do Mundo
- A Escolha Certa
- A Melhor Maneira de Viver
- Sucesso sem Limites
- A Universidade do Sucesso (Coletânea com outros autores)
- A Ressurreição de Cristo
- O Maior Mistério do Mundo
- Segredos para o Sucesso e a Felicidade